# Тианетский муниципалитет
Тианетский муниципалитет (груз. თიანეთის მუნიციპალიტეტი tianetis municipʼalitʼetʼi) — муниципалитет в Грузии, входящий в состав края Мцхета-Мтианетия. Находится на северо-востоке Грузии, на территории исторической области Эрцо-Тианети. Административный центр — Тианети.

## История
Эрцо-Тианетский район был образован в 1929 году в составе Тифлисского округа, с 1930 года в прямом подчинении Грузинской ССР. 27 октября 1932 года переименован в Тианетский район. В 1951—1953 годах входил в состав Тбилисской области.

## Население
По состоянию на 1 января 2018 года численность населения муниципалитета составила 10 007 жителей, на 1 января 2014 года — 12,9 тыс. жителей.
Согласно переписи 2002 года население района (муниципалитета) составило 14 014 чел. По оценке на 1 января 2008 года — 13,1 тыс. чел.
| Грузины  | 13 777 | 98,31 %  |
| Осетины  | 147    | 1,05 %   |
| Русские  | 37     | 0,26 %   |
| Армяне   | 20     | 0,14 %   |
| Греки    | 13     | 0,09 %   |
| Украинцы | 6      | 0,04 %   |
| всего    | 14 014 | 100,00 % |

| Грузины  | 9409 | 99,38 %  |
| Осетины  | 19   | 0,20 %   |
| Русские  | 14   | 0,15 %   |
| Армяне   | 8    | 0,08 %   |
| Греки    | 8    | 0,08 %   |
| Украинцы | 6    | 0,06 %   |
| другие   | 4    | 0,04 %   |
| всего    | 9468 | 100,00 % |

## Административное деление
Территория муниципалитета разделена на 12 сакребуло:
- 0 городское (kalakis) сакребуло:
- 2 поселковых (dabis) сакребуло:
- 10 общинных (temis) сакребуло:
- 0 деревенских (soplis) сакребуло:

## Список населённых пунктов
В состав муниципалитета входит 76 населённых пунктов, в том числе 2 посёлка городского типа.
- Тианети, пгт (груз. თიანეთი)
- Сиони, пгт (груз. სიონი)
- Алачани (груз. ალაჭანი)
- Алоти (груз. ალოტი)
- Ахалсопели (груз. ახალსოფელი)
- Бадаани (груз. ბადაანი)
- Балебисхеви (груз. ბალებისხევი)
- Беценцуреби (груз. ბეწენწურები)
- Бодахева (груз. ბოდახევა)
- Бокони (груз. ბოკონი)
- Бочорма (груз. ბოჭორმა)
- Бучкинта (груз. ბუჭყინტა)
- Ведзатхева (груз. ვეძათხევა)
- Велеби (груз. ველები)
- Верхвели (груз. ვერხველი)
- Годжиаанеби (груз. გოჯიაანები)
- Горана (груз. გორანა)
- Грдзелвелеби (груз. გრძელველები)
- Гуданелеби (груз. გუდანელები)
- Гулелеби (груз. ღულელები)
- Девенаантхеви (груз. დევენაანთხევი)
- Джервалидзееби (груз. ჯერვალიძეები)
- Джиджети (груз. ჯიჯეთი)
- Дзебниауреби (груз. ძებნიაურები)
- Дореулеби (груз. დორეულები)
- Дулузауреби (груз. დულუზაურები)
- Жебота (груз. ჟებოტა)
- Заридзееби (груз. ზარიძეები)
- Земо-Артани (груз. ზემო არტანი)
- Земо-Накалакари (груз. ზემო ნაქალაქარი)
- Зурабеби (груз. ზურაბები)
- Иараджулеби (груз. იარაჯულები)
- Кацало (груз. კაწალო)
- Кахоианеби (груз. კახოიანები)
- Квемо-Артани (груз. ქვემო არტანი)
- Квемо-Накалакари (груз. ქვემო ნაქალაქარი)
- Квемо-Шарахеви (груз. ქვემო შარახევი)
- Квернаула (груз. კვერნაულა)
- Квернаула (груз. კვერნაულა)
- Квириасхеви (груз. კვირიასხევი)
- Кудро (груз. ყუდრო)
- Кушхеви (груз. ქუშხევი)
- Леловани (груз. ლელოვანი)
- Лишо (груз. ლიშო)
- Магранети (груз. მაგრანეთი)
- Мамадаанеби (груз. მამადაანები)
- Мелиасхеви (груз. მელიასხევი)
- Надокра (груз. ნადოკრა)
- Омараани (груз. ომარაანი)
- Орхеви (груз. ორხევი)
- Пичвиани (груз. ფიჭვიანი)
- Саджинибо (груз. საჯინიბო)
- Сакдриони (груз. საყდრიონი)
- Сакречио (груз. საკრეჭიო)
- Сахеви (груз. სახევი)
- Сачуре (груз. საჭურე)
- Симониантхеви (груз. სიმონიანთხევი)
- Сионтгори (груз. სიონთგორი)
- Схловани (груз. სხლოვანი)
- Тегераанеби (груз. თეგერაანები)
- Тетраулеби (груз. თეთრაულები)
- Тетрахева (груз. თეთრახევა)
- Толатсопели (груз. ტოლათსოფელი)
- Толенджи (груз. თოლენჯი)
- Тохолча (груз. თოხოლჩა)
- Трани (груз. თრანი)
- Тушуреби (груз. ტუშურები)
- Хадоелеби (груз. ხადოელები)
- Хаишо (груз. ხაიშო)
- Хевсуртсопели (груз. ხევსურთსოფელი)
- Хопца (груз. ხოფცა)
- Цалугелаанткари (груз. ცალუღელაანთკარი)
- Циквлианткари (груз. წიკვლიანთკარი)
- Цкаротубани (груз. წყაროთუბანი)
- Чабано (груз. ჩაბანო)
- Чекураантгори (груз. ჩეკურაანთგორი)
- Чиаура (груз. ჭიაურა)
- Чурчелауреби (груз. ჭურჭელაურები)
- Эвженти (груз. ევჟენტი)